# Europeiska koloniseringen av Amerika
Europeiska koloniseringen av Amerika inleddes med Christofer Columbus första resa över Atlanten till Amerika från Sevilla 1492. Columbus sökte med fartyget Santa Maria tillsammans med två andra fartyg sjövägen till Indien. Man kände till landvägen, och visste att det fanns hav utanför Indien, men man visste inte hur man kom dit sjöledes. När Columbus kom fram till Karibien var han övertygad om att det var till Indien han kommit. Därav namnet Västindien på området och indianer för befolkningen. När man fick en bättre bild av geografin blev Columbus utsedd till ståthållare över de nya territorierna. Columbus var inte den förste europé som besökte Amerika, men han brukar ändå kallas Amerikas upptäckare. Han gjorde senare flera resor över Atlanten. Columbus brukar betraktas som en föredömlig sjöfarare men var en urusel administratör och blev fråntagen sin ståthållaretitel år 1500.
Samtidigt som européerna började kolonisera Amerika försökte sydamerikanska indianstammar, som själva kallade sig kariber, erövra de västindiska öarna – därför kom denna övärld att kallas för Karibien. Européerna utrotade i det närmaste kariberna. De kvarvarande resterna drevs tillbaka till det område vi i dag kallar Venezuela. Kariberna sades vara människoätare, och Columbus kallade dem caribales, vilket anses vara ursprunget till begreppet kannibal.

## Europeiska besökare och upptäcktsresande

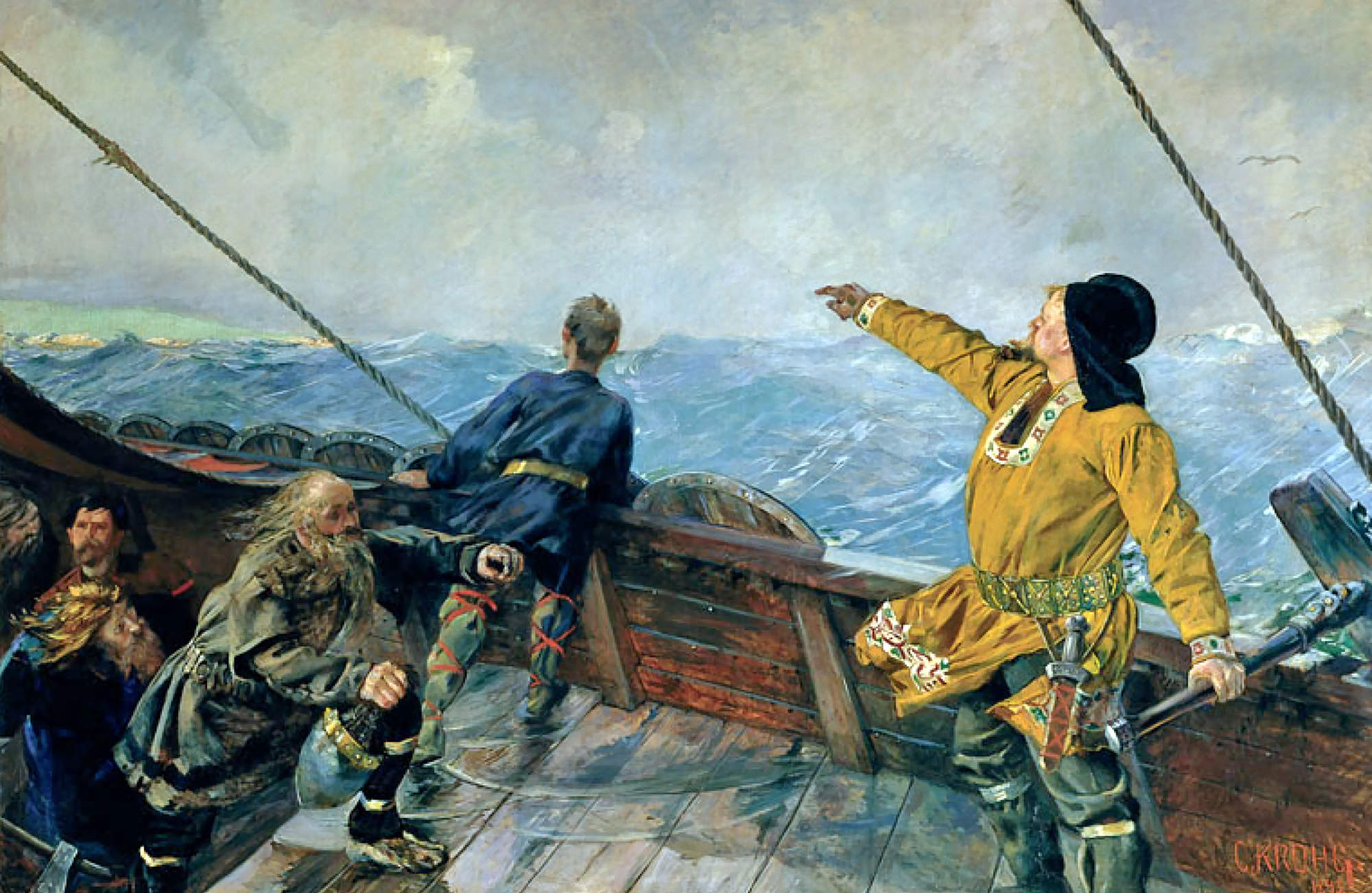
Leif Eriksson upptäcker Amerika, målning av Christian Krohg 1893.

I skrifter från antiken påträffas en del sägner om en ö långt borta i Atlanten. Även hos kinesiska författare från 5:e århundradet e.Kr. finns beskrivningar om kontakter mellan Kina och ett stort land, Fu-sang, som vissa har velat identifiera med Amerika. Dessa beskrivningar är dock inga pålitliga bevis för kontakter mellan dessa civilisationer och Nordamerika.
Den första säkert kända upptäckten av Nordamerika av besökare från en annan kontinent stod vikingarna för. En av de första isländska kolonisterna, Leif Eriksson (även kallad Leif den lycklige, som till Erik röde), blev på våren år 1000 under en resa från Norge till Grönland vinddriven till ett okänt land i väster. Året efter genomfördes under hans ledning en expedition dit, men den misslyckades och kom aldrig fram. År 1003 genomfördes en ny färd dit, under islänningen Thorfinn Karlsefni, som nådde Helluland ("klipplandet", sannolikt Labradorhalvön), Markland ("skogslandet", sannolikt Newfoundland) och Vinland (sannolikt Nova Scotia med Kap Bretonön). På sommaren 1006 återvände man till Grönland. Inga isländska källor talar om något nytt kolonisationsförsök, men däremot lär Grönlands förste biskop, Erik Gnupsson, 1121 ha "dragit ut att söka Vinland", och år 1371 omtalas att det till Island kom ett litet fartyg, som varit i Markland. Upptäckten av Nordamerika blev emellertid bortglömd på Island, och även om Christofer Columbus varit där, torde han knappast ha hört någon berättelse om dessa gamla upptäcktsresor.

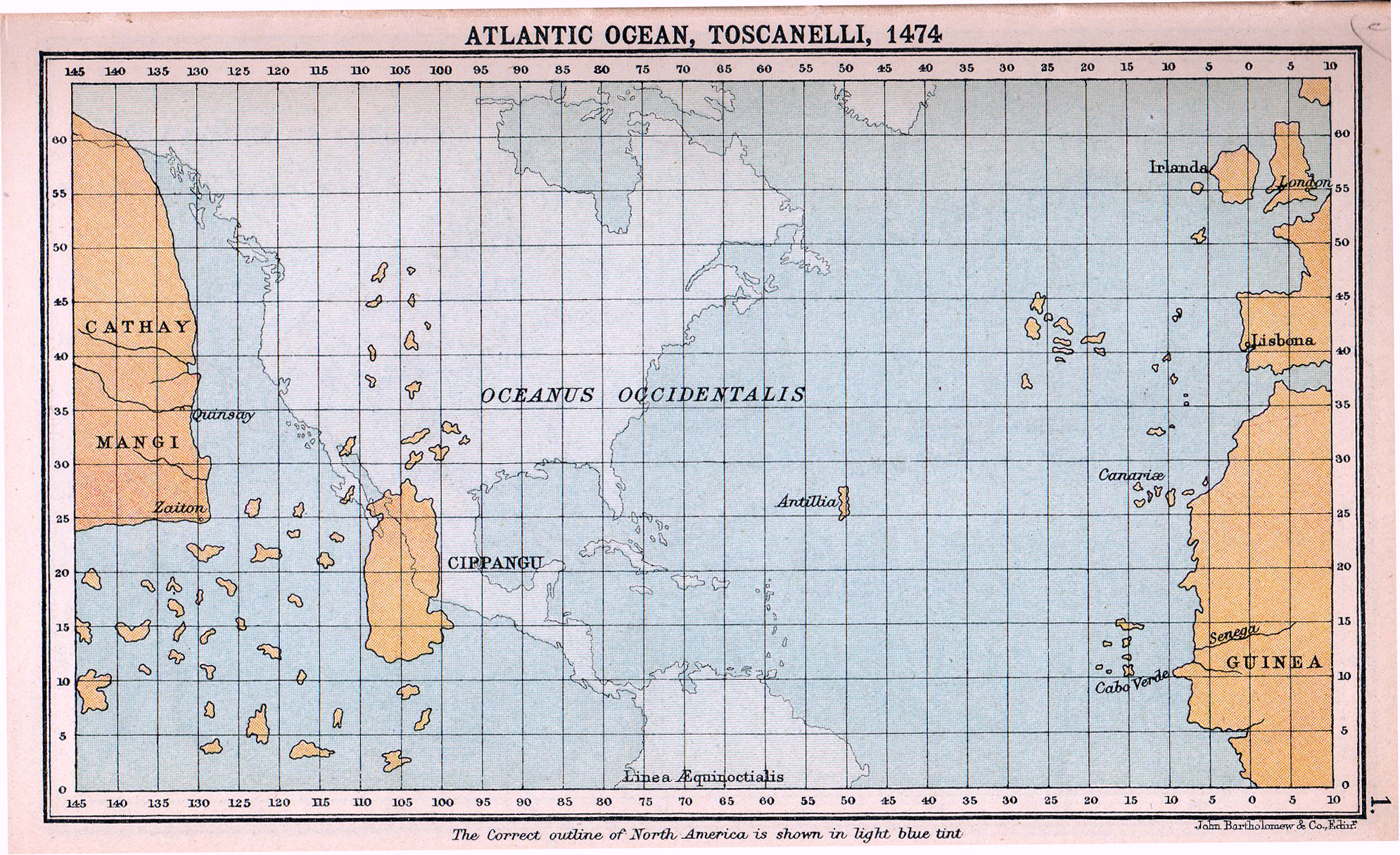
Återgivning av Toscanellis karta från 1474.

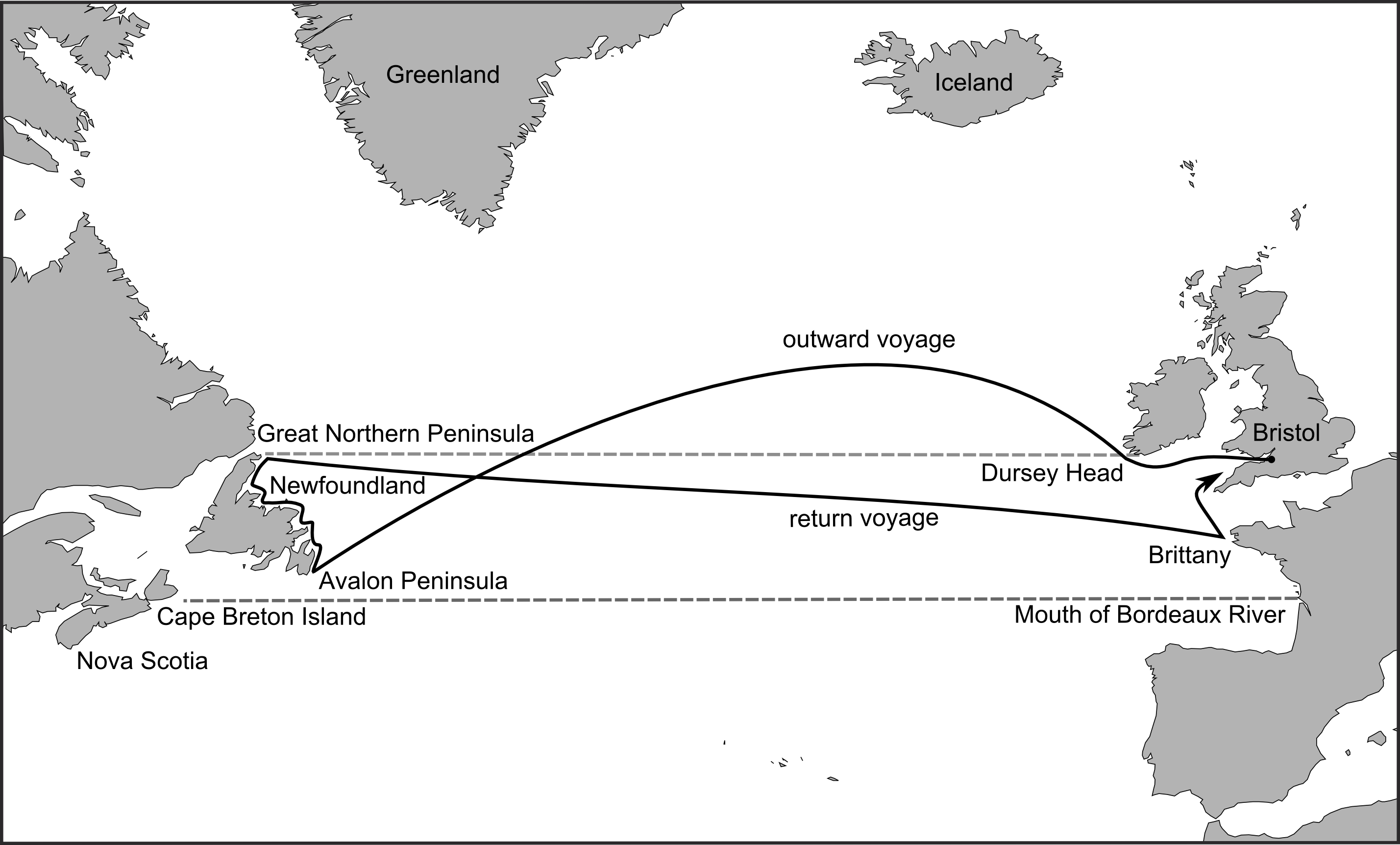
Karta över Cabots resa 1497.

Den andra europeiska upptäckten av Amerika berodde på önskemål om att hitta en västlig väg till Indien. Den förste som föreslagit denna plan, var den florentinske läkaren Paolo dal Pozzo Toscanelli, som år 1474 sände en plan han hade utarbetat, tillsammans med en karta, till Portugal. Den samma år till Portugal invandrade genuesaren Christofer Columbus fick höra om detta, skaffade sig kopia av Toscanellis karta och plan samt lade hela sin energi på att realisera denna idé. Slutligen erhöll han av Kastiliens drottning Isabella I nödvändiga ekonomiska medel att utrusta tre små fartyg. Han avseglade 3 augusti 1492 från Palos de la Fronteras hamn och landsteg 12 oktober på ön Guanahani, en av Bahamas-öarna (sannolikt den nuvarande San Salvador). På samma resa upptäcktes Kuba och Haiti (Hispaniola). På sin andra resa 1493, upptäckte Columbus flera av Små Antillerna samt Puerto Rico och Jamaica, på sin tredje resa (1498) Trinidad och Orinocos mynning, på sin fjärde och sista (1502) Honduras och Darién. Columbus resor gick alltså till Karibien, Centralamerika och nordöstra delen av Sydamerika. Redan innan Columbus nått Syd- och Centralamerikas fastland, hade dock venetianaren Giovanni Caboto (på engelska Johan Cabot) under en upptäcktsfärd för engelsk räkning (1497) nått Labradorhalvön och Newfoundland. Cabot blev alltså den förste europé efter vikingarna som tog sig till det nordamerikanska fastlandet.

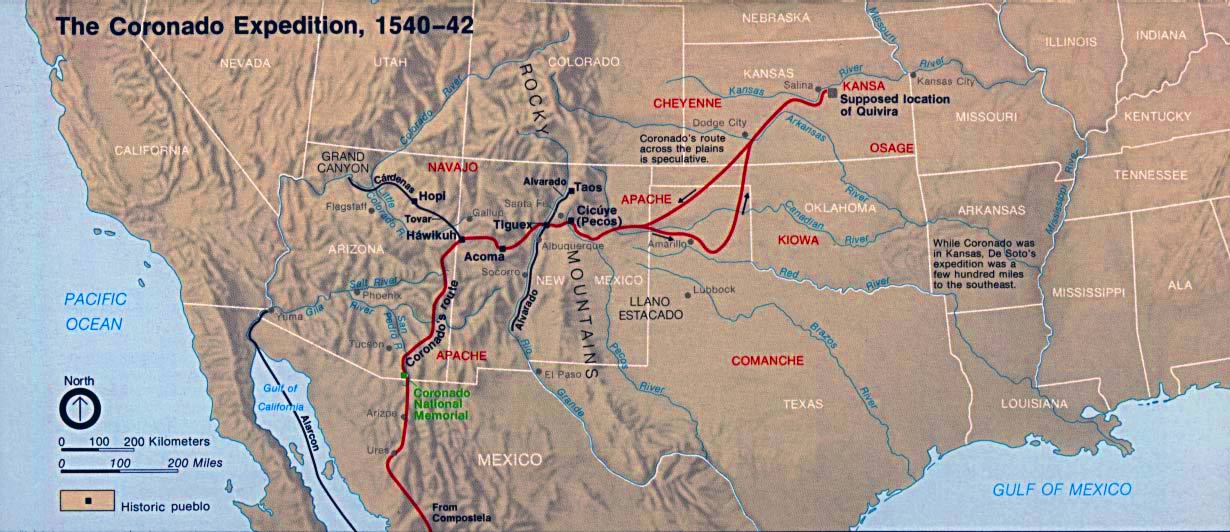
Karta över Coronados expedition 1540-1542.

Fler andra sjömän följde i Columbus spår. En av dessa var Amerigo Vespucci, som reste till delar av den sydamerikanska kusten och som
skrev den första beskrivningen av det nya landet, som också kom att få hans namn. Den första viktiga erövringen på fastlandet gjorde spanjorerna under Hernán Cortés, som 1518–1521 erövrade Mexiko och som styresman i detta land sände expeditioner både ned i de inre delarna av Centralamerika och sjövägen utefter Stillahavskusten åt norr. Från Mexiko genomfördes sedan även landexpeditioner inåt Nordamerika. På en sådan expedition tågade Francisco Vázquez de Coronado 1540–1542 över prärierna ända upp till Kansas, men då denna expeditionen avgjorde att det inte fanns guld i dessa trakter, förlorade spanjorerna intresset att tränga fram längre åt detta håll. Norra kusten av Mexikanska golfen utforskades 1519–1520 av Francisco de Garay. 1526 kom Ayllon fram till Charlestonfloden, och Hernando de Soto genomförde 1539–1541 en expedition från Florida genom Georgia och Alabama till Tennessee och sedan i båtar utför Mississippifloden. Därefter upphörde spanjorernas upptäcktsresor åt detta håll.
Efter spanjorerna började istället folk från andra europeiska länder besöka dessa områden i Nordamerika. Från England företog Sebastiano Caboto 1503 en resa till Nordamerika. Två portugiser med namnet Corte-Real hade redan 1500–1502 seglat utefter den nordamerikanska kusten, kanske ända upp till Baffins vik; namnet Labrador är portugisiskt. Giovanni da Verrazano, florentinare i fransk tjänst, seglade 1523 längs kusten mellan 30° och 50° nordlig bredd och gav Rhode Island dess namn. Fransmannen Jacques Cartier upptäckte 1534–1535 Saint Lawrenceviken och Saint Lawrencefloden, som han seglade uppför till nuvarande Québec. Detta gav anledning till franska kolonisationsförsök i dessa trakter, men de lyckades först i början av 1600-talet, då Samuel de Champlain lade grunden till det franska Kanada.
Även det arktiska Nordamerika blev föremål för upptäcktsresor, som berodde på strävandet att här leta efter en genomfartsväg till Indien. Den förste, som gjort sig ett namn under dessa resor, var engelsmannen Martin Frobisher (1576–1578). Hans landsman John Davis nådde på sin sista resa (1587) trakten av Upernavik på Grönland. Engelsmannen Henry Hudson seglade i holländsk tjänst 1609 utefter Nordamerikas kust från 44° 58’ till 35° 41’ nordlig bredd och tog sig i samband med detta i båt uppför den stora flod, som nu kallas Hudsonfloden. Vid flodens mynning grundade holländarna året efter staden Nya Amsterdam, på platsen av det senare New York. År 1610 trängde han genom Hudsonsundet in i Hudsonviken. William Baffin nådde på sin sista resa, 1615, genom Baffinbukten fram till Lancastersundet, den verkliga "nordvästpassagen", men hindrades av is att komma längre. Efter det upphörde forskningarna i dessa trakter i två århundraden.
Nordamerikas inre blev under 1600-talet mer känt särskilt genom fransmännen, som från Kanada framträngde till de stora sjöarna. 1640 nådde jesuitpatern Bréboeuf fram till Niagarafloden, och 1664 kom jesuiten Mesnard till Övre sjön. Från Michigansjön framträngde pater Marquette 1673 till Mississippifloden, och år 1678 reste René Robert Cavelier de La Salle utför hela denna flod till dess mynning. Det stora område som han passerade, kallades Louisiana och togs i besittning för Frankrike.

## Nordamerika

### England

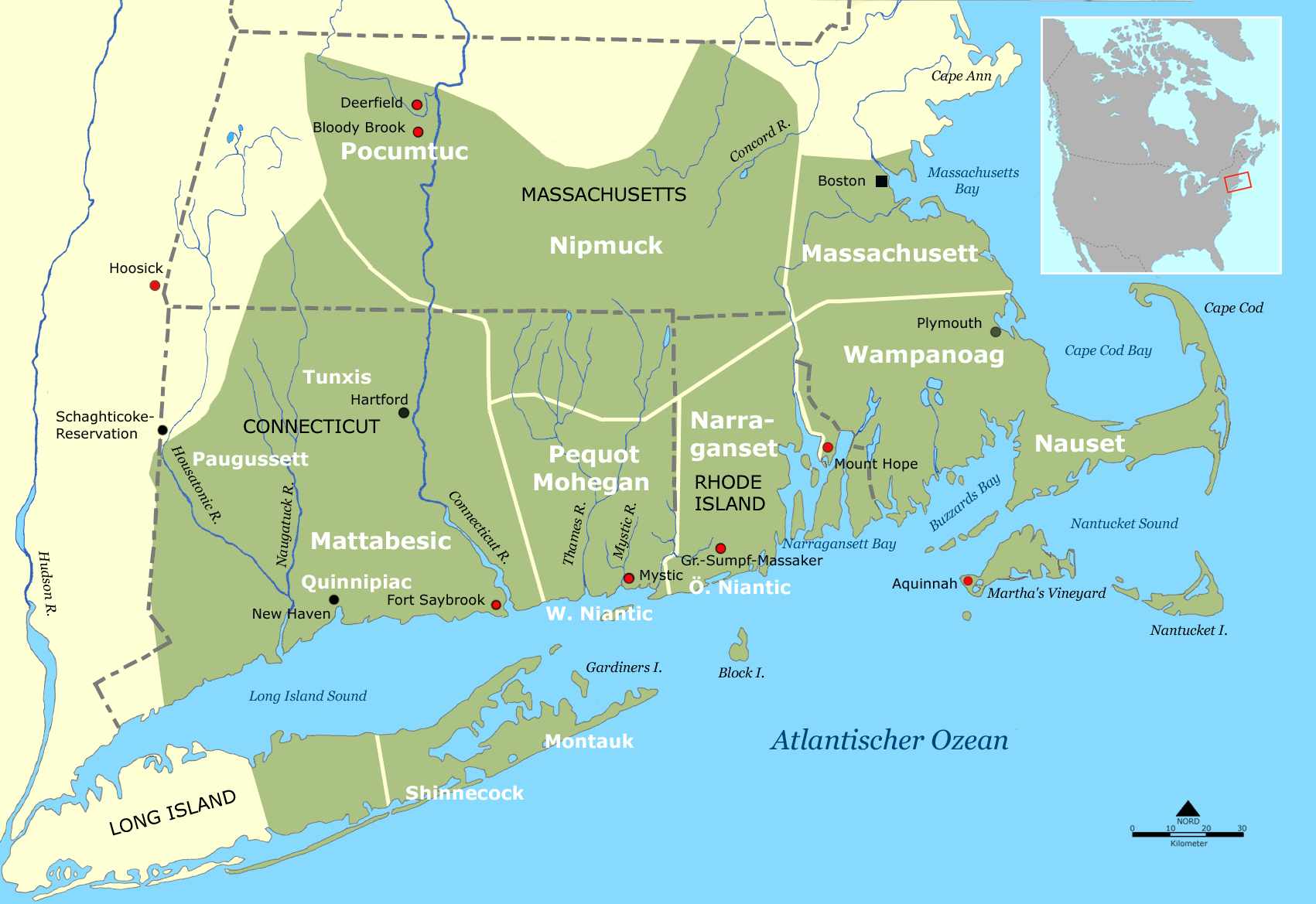
En karta över Nya England.

Nya England hette Englands koloni i Amerika. Nya England låg norr om Nya Sverige och Nya Nederländerna. Engelsmännen var en viktig del för koloniseringen av Nordamerika, och grundlade bland annat Boston.

### Frankrike
Fransmännen slog sig ned i det som idag är Louisiana, i södra delen av Nordamerika, och även i dagens Québec, Kanada. 

### Sverige
Även Sverige hade under en tid en liten besittning, Nya Sverige. Sverige skaffade sig på Axel Oxenstiernas order 1638 mark för denna koloni på fredlig väg genom köp från Delaware-indianerna. Projektet stöddes av Clas Fleming. De första svenskarna anlände med skeppen Kalmare Nyckel och Fågel Grip. Holländarna, som hade koloni intill, gjorde efter kort tid anspråk på det svenska området. Efter mycket bråk, och till slut med holländska kanoner riktade mot det svenska Fort Christina (nutida Wilmington) kapitulerade 1655 den lilla svenska garnisonen om 30 man inför den holländska övermakten om över 500 man. De flesta svenska kolonisatörerna stannade kvar under den holländska tiden, och även sedan Storbritannien senare övertagit styret. När Delaware slutligen förklarade sig självständigt beräknades ättlingar till de ursprungliga invandrarna från Sverige uppgå till ungefär 20 000.
Vid platsen för nuvarande Philadelphia uppfördes fästningen Fort Nya Göteborg. När 300-årsminnet av Nya Sveriges grundande firades 1938 avtäcktes i Wilmington Delawaremonumentet, skapat av skulptören Carl Milles. I anslutning till 300-årsminnet utgav svenska Postverket en serie frimärken med motiv med anknytning till Nya Sverige. Dagens Delaware hade 1957 ungefär 0,4 milj invånare, 2003 hade invånarantalet ökat till ca 0,8 milj.

## Mellan- och Centralamerika

### Kurland
Hertigdömet Kurland var den minsta nationen att kolonisera Amerika, och hade en kortlivad koloni i Tobago mellan 1654 och 1659, och återigen mellan 1660 och 1689. 

### Sverige
Sverige köpte 1784 ön Saint-Barthélemy i Karibien av Frankrike. Ön saknade naturtillgångar och hade ont om dricksvatten. Ursprungsbefolkningen levde i huvudsak på fiske och salt-tillverkning. Ön blev dock under svensk administration en ganska stor och framgångsrik frihamn med huvudorten Gustavia. Man införde särskilda regler till förmån för slavhandel, särskilt från Angola i Afrika.
En kort tid (1813-1814) tillhörde , som en följd av turbulensen kring Napoleonkrigen, hela Guadeloupe-området där Saint Barthélemy ingår, Sverige. England hade erövrat det av Frankrike och skänkte det till Sverige som tack för Sveriges medverkan på engelsk sida. Guadeloupe (exklusive Saint Barthélemy) lämnades strax tillbaka till Frankrike, och som kompensation betalade Frankrike till Sverige 24 miljoner franc, som bildade den än i dag existerande Guadeloupefonden under svenska statens förvaltning.
Sveriges finanser var under 1800-talet usla, och för att skrapa ihop lite pengar såldes ön 1877 tillbaka till Frankrike, dit den ännu hör och tillsammans med några andra västindiska öar bildar ett eget département.

### Nederländerna

#### Sint Maarten
Ön Saint Martin delades 1648 upp i en fransk del och en nederländsk del.

## Sydamerika

### Spanien(de västra delarna)
Spanjorerna for våldsamt fram med de fruktade conquistadorerna och utrotade inkafolkets högtstående kultur och stal deras guld.

### Portugal(de östra delarna)
Spanien och Portugal ingick i  Tordesillasfördraget under överinseende av påven Alexander VI som delade upp den okända delen av världen emellan sig längs meridianen som löper 370 sjömil väster om Kap Verde. Allt land väster om meridianen skulle tillhöra Spanien och det öster om den blev portugisiskt. Brasilien blev en portugisisk koloni efter att Pedro Álvarez Cabral upptäckte kontinenten år 1500. Självständighet utropades 1822 med Peter I som kejsare. Monarkin störtades och republik infördes 1889. Efter en militärkupp 1964 tog militären makten och styrde landet till 1985 då demokratiska val åter kunde hållas.

### Tyskland
Den tyska koloniseringen av Amerika bestod av ett i stort misslyckat försök att kolonisera Venezuela under 1500-talet.

### England

#### Falklandsöarna
Falklandsöarna tillhör enligt internationellt erkännande Storbritannien, men Argentina, som kallar ögruppen Islas Malvinas, har gjort anspråk på området. Detta ledde till ett kort krig under Margaret Thatchers premiärministertid. Storbritannien avgick med segern.

### Nederländerna

#### Nederländska Guyana
Columbus siktade Guyanas kust 1498 under sin tredje resa till Amerika, men holländarna var de första européerna som bosatte sig i vad som idag utgör Guyana. Nederländerna hade blivit oberoende från Spanien i slutet av 1500-talet och hade tidigt på 1600-talet växt fram som en kommersiell kraft, med handel med oerfarna engelska och franska kolonier på Små Antillerna. 1616 byggde holländarna den första bosättningen i Guyana, en handelsplats 25 kilometer uppströms från Essequiboflodens mynning. Andra bosättningar följde, till största delen några få kilometer inåt landet vid de stora floderna. Det inledande syftet med de holländska bosättningarna var handel med ursprungsbefolkningen. De holländska strävandena ändrades dock snart till att förvärva territorier då andra europeiska krafter skapade kolonier på andra platser i Karibien. Trots att spanjorerna, som periodvis sände ut trupper i hela regionen, gjorde anspråk på Guyana, tog holländarna kontrollen över regionen tidigt på 1600-talet. Den holländska suveräniteten erkändes officiellt i freden i Münster som skrevs under 1648.

## Utbytet mellan  Gamla och Nya Världen

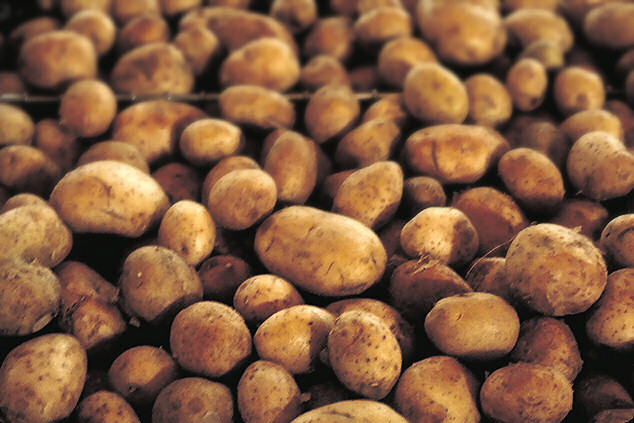
Potatis, en gröda från Nya Världen

Många djur och växter togs från Europa till Amerika och från Amerika till Europa. Européerna tog med sig djur som hästar, getter, katter, höns, mulor och nötkreatur till Amerika, vilket var djur som var nya för Amerika. Många av djuren förökade sig också snabbt, man kunde se hjordar av till exempel får långt från platsen där de först kom till Amerika. Dessutom började indianerna använda sig av hästar och äta nötkött. Européerna förde även över växter från den Gamla världen till Amerika, till exempel vete, sockerrör, bananer och citron. Från Amerika förde man över majs, bönor, potatis och tomater till den Gamla världen. Dessa grödor förändrade matvanorna i den Gamla världen. Kakao, en annan gröda som fördes över från Amerika, förändrade helt den Europeiska konfekttillverkningen genom att introducera choklad i Europa. Dessutom fördes många sjukdomar från den Gamla världen till den Nya världen, såsom smittkoppor, mässling, böldpest, tyfus, kolera, malaria och mycket annat. Eventuellt kan syfilis ha varit en sjukdom som kom från den nya världen till den gamla världen, men forskare är osäkra om sjukdomens ursprung.
Utbytet har kommit att kallas det columbianska utbytet efter Christofer Columbus.